# Alcméon (Épigone)
Pour les articles homonymes, voir Alcméon.
Dans la mythologie grecque, Alcméon (en grec ancien Ἀλκμαίων / Alkmaíôn) est un fils d'Amphiaraos et d'Ériphyle. Il est l'un des Épigones.

## Mythe

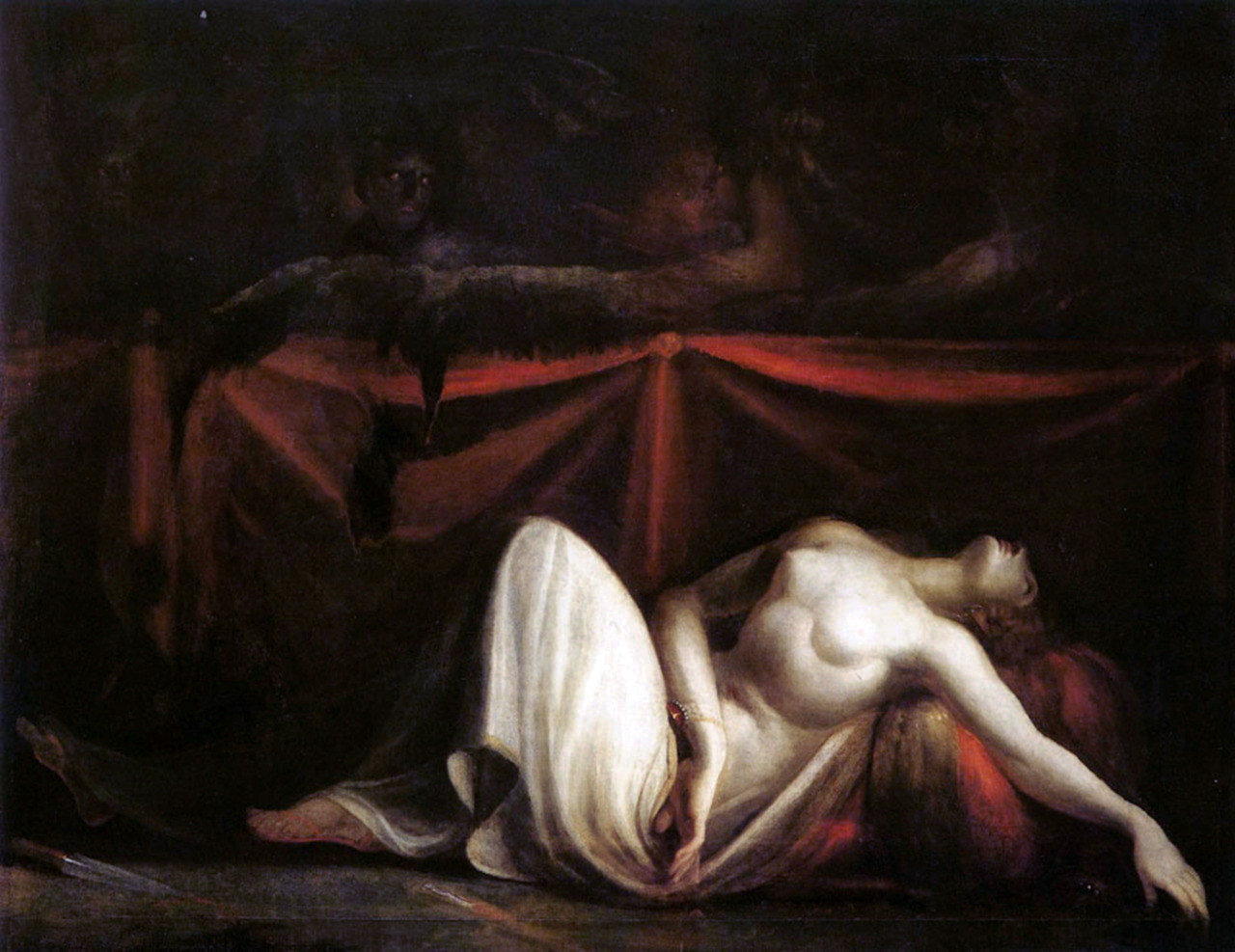
Erinyes Drive Alcmaeon from the Corpse of Eriphyle, tableau de Johann Heinrich Füssli (1821)

Son père, devin, est forcé par sa femme et son beau-frère, Adraste, de participer à une guerre contre Thèbes. Sachant qu'il n'en reviendra pas vivant, il fait jurer à son fils Alcméon de le venger. Ce que fit celui-ci. Alcméon participa à la Guerre des Épigones contre les Thébains pour sa vengeance. Puis il assassina sa mère. Pour son matricide, il est poursuivi par les Érinyes, des divinités persécutrices,.
Obligé de fuir, il resta longtemps un simple vagabond. Il finit par se réfugier à la cour du roi de Psophis, Phégée où il trouve la purification. Le roi lui offre la main de sa fille, Arsinoé. En remerciement, il leur offre la robe et le collier qu'Adraste avait donné à sa mère Ériphyle pour la pousser à convaincre Amphiaros de partir,.
Infidèle à sa femme, il contracte un nouveau mariage avec Callirrhoé, une naïade, fille du dieu fleuve Achéloos. Ils auront deux fils : Acarnan et Amphiloque, comme son propre frère. Callirrhoé demanda à avoir la robe et le collier d'Ériphyle. Alcméon les récupéra auprès de Phégée utilisant un prétexte. Furieux de l'outrage fait à Arsinoé, Phégée donna ordre à ses fils Pronoos et Agénor de le tuer.
La mort d'Alcméon fut vengée par ses fils. Acarnan et Amphiloque tuèrent Pronoos et Agénor mais aussi Phégée et son épouse,.

### Sources antiques
1. 1 2  Émile Chambry, Émeline Marquis, Alain Billault et Dominique Goust (trad. Émile Chambry), Lucien de Samosate : Œuvres complètes, Éditions Robert Laffont, coll. « Bouquins », 2015, 1248 p. (ISBN 9782221109021), p. 767.
2. ↑  Luc Brisson (dir.), Platon, Œuvres complètes : Axiochos, Éditions Flammarion, 2008 (1re éd. 2006), 2204 p. (ISBN 978-2081218109), p. 2126.
3. ↑  Pseudo-Apollodore, Bibliothèque [détail des éditions] [lire en ligne], III, 7, 2-7.